# Stafettvasan
Stafettvasan är en längdskidåkningstävling som ingår i Vasaloppets organisation och Vasaloppsveckan.
Stafettvasan är hela Vasaloppet uppdelat på fem delsträckor och genomförs som en stafett.  Detta motionsarrangemang är öppet för vilka lag-konstellationer som helst förutsatt att ingen deltagare är yngre än 12 år.
Stafettvasan hade premiär 2003, sedan ett testlopp 2002 körts i samband med Öppet spår, och flyttades 2008 till fredagen före Vasaloppet, vilket är samma dag som Skejtvasan.

### Fotnoter
1. ↑  ”Stafettvasans popularitet slår ut Skejtvasan 2013”. Vasaloppet. 29 februari 2012. Arkiverad från originalet den 3 december 2013. https://web.archive.org/web/20131203034037/http://www.vasaloppet.se/wps/wcm/connect/se/vasaloppet/start/nyheter/senaste/nyhet_stafettvasan_slar_ut_skejtvasan_120229. Läst 3 mars 2012.